# مرگ در سارایوو
مرگ در سارایوو (بوسنیایی: Smrt u Sarajevu و انگلیسی: Death in Sarajevo) یک فیلم به کارگردانی دانیس تانویچ، محصول مشترک کشورهای فرانسه و بوسنی و هرزگوین است که در سال ۲۰۱۶ منتشر شد. این فیلم به جمع رقیبان کسب جایزهٔ خرس طلایی در شصت و ششمین دورهٔ جشنواره بین‌المللی فیلم برلین راه یافت.